# سعد بن محمد العريفي
سعد بن محمد العريفي دبلوماسي سعودي، وهو سفير فوق العادة ومفوض والمندوب الدائم للمملكة العربية السعودية لدى الاتحاد الأوروبي منذ 5 نوفمبر 2017، وإلى الجماعة الأوروبية للطاقة الذرية.

## الحياة العلمية
يحمل شهادة البكالوريوس والماجستير في الهندسة الصناعية من جامعة كاليفورنيا.

## الحياة العملية
يشغل منصب أول رئيس لبعثة سعودية لدى «الاتحاد الأوروبي» في بروكسل منذ تعيينه في 5 نوفمبر 2017، وحرصت المملكة على رفع مستوى تمثيلها الدبلوماسي بإنشاء بعثة دبلوماسية خاصة بالاتحاد الأوروبي بدلاً مما كان سابقاً في التعامل مع «الاتحاد الاوروبي» من خلال سفارة خادم الحرمين الشريفين لدى مملكة بلجيكا ودوقية لوكسمبورج.
أسس العريفي أول بعثة لـ«مجلس التعاون لدول الخليج العربية» في اليمن وكان سفيراً في مرحلة حساسة مر بها اليمن في الفترة من 2012 حتى 2016، وساهم في الإشراف على تنفيذ المبادرة الخليجية في فترة الانتقال الرئاسي في اليمن ومؤتمر الحوار الوطني الشامل كما عمل مساعداً للأمين العام لمجلس التعاون.
شغل عدة مناصب أخرى حيث يعمل كمستشار في «الهيئة السعودية للمهندسين»، وعمل في الكثير من إدارات الامانة العامة للمجلس من ضمنها إدارات الماء والكهرباء والمفاوضات والنقل والاتصالات. كما شارك في تأسيس «مركز براءات الاختراع الخليجي»، وساهم في تأسيس لجنة مهندسي دول مجلس التعاون سيجيري الخليج، وعمل قبل ذلك في الصندوق السعودي للتنمية.